# Trestní zákoník (Česko)
Trestní zákoník (ve zkratce TrZ) je v České republice platný zákoník trestního práva hmotného přijatý Parlamentem České republiky a vyhlášený ve Sbírce zákonů pod číslem 40/2009 Sb. Nový trestní zákoník nabyl účinnosti dnem 1. ledna 2010 a současně byl zrušen dřívější československý trestní zákon. Hlavním autorem nového trestního zákoníku je profesor Pavel Šámal.
Nový trestní zákoník upravuje odlišně oproti dosavadní úpravě pojetí trestnosti činu. Zatímco dosavadní kodifikace byla založena na principu formálně-materiálním, nový zákoník je již postaven na pojetí převážně formálním. Pro trestnost činu postačí naplnění všech znaků skutkové podstaty, ačkoli je ještě vyžadováno naplnění takové míry společenské škodlivosti, kdy už nepostačí uplatnění odpovědnosti podle jiného právního předpisu (zejména zákona o přestupcích). Současně s tím některé bagatelní skutky (například řízení vozidla bez řidičského oprávnění nebo nedovolená výroba lihu) vypadly z působnosti trestního práva a jsou nyní posuzovány pouze jako přestupky.

## Kodifikace trestního práva
Tento trestní zákoník lze považovat za zákoník, byť některá ustanovení hmotněprávní povahy jsou obsažena i v jiných zákonech (například ustanovení dotýkající se promlčení trestního stíhání jsou obsažena v zákoně č. 184/1964 Sb., kterým se vylučuje promlčení trestního stíhání nejzávažnějších trestných činů proti míru, válečných trestných činů a trestných činů proti lidskosti, spáchaných ve prospěch nebo ve službách okupantů, a v zákoně č. 198/1993 Sb., o protiprávnosti komunistického režimu a o odporu proti němu). 
Relativně ucelená kodifikace trestního práva hmotného je také narušena zákonem č. 218/2003 Sb., o odpovědnosti mládeže za protiprávní činy a o soudnictví ve věcech mládeže a o změně některých zákonů (zákon o soudnictví ve věcech mládeže), který nabyl účinnosti dne 1. ledna 2004 a který samostatně upravil otázky odpovědnosti mládeže za protiprávní činy, jakož i odchylky v řízení vedeného proti mladistvým. Dalším takovým zvláštním trestním zákonem je zákon č. 418/2011 Sb., o trestní odpovědnosti právnických osob a řízení proti nim.

## Obsah
Trestní zákoník je členěn na obecnou a zvláštní část a obsahuje celkem 421 paragrafů:
- Obecná část stanoví působnost trestního zákoníku a obsahuje ustanovení, která jsou společná všem či více trestným činům: vymezuje trestní odpovědnost i její zánik, okolnosti vylučující protiprávnost, ukládání trestů a ochranných opatření, zahlazení odsouzení a výklad používaných pojmů.
- Zvláštní část obsahuje katalog trestných činů, které jsou podle charakteru chráněného společenského zájmu rozděleny do 13 hlav:

1. Trestné činy proti životu a zdraví
2. Trestné činy proti svobodě a právům na ochranu osobnosti, soukromí a listovního tajemství
3. Trestné činy proti lidské důstojnosti v sexuální oblasti
4. Trestné činy proti rodině a dětem
5. Trestné činy proti majetku
6. Trestné činy hospodářské
7. Trestné činy obecně nebezpečné
8. Trestné činy proti životnímu prostředí
9. Trestné činy proti České republice, cizímu státu a mezinárodní organizaci
10. Trestné činy proti pořádku ve věcech veřejných
11. Trestné činy proti branné povinnosti
12. Trestné činy vojenské
13. Trestné činy proti lidskosti, proti míru a válečné trestné činy

Rozdělení trestního zákona na obecnou a zvláštní část je projevem legislativní techniky. V obecné části jsou takové normy, které lze vztáhnout na všechny trestné činy či na některé jejich skupiny, a proto je úspornější je vymezit souhrnným způsobem, a ne je opakovat u každého trestného činu. Zvláštní část pak obsahuje katalog trestných činů, resp. ty jejich znaky, kterými se trestné činy od sebe navzájem odlišují. Při aplikaci a výkladu trestního zákona je proto třeba pracovat se všemi relevantními ustanoveními jak ze zvláštní, tak i z obecné části.